# 紀州藩

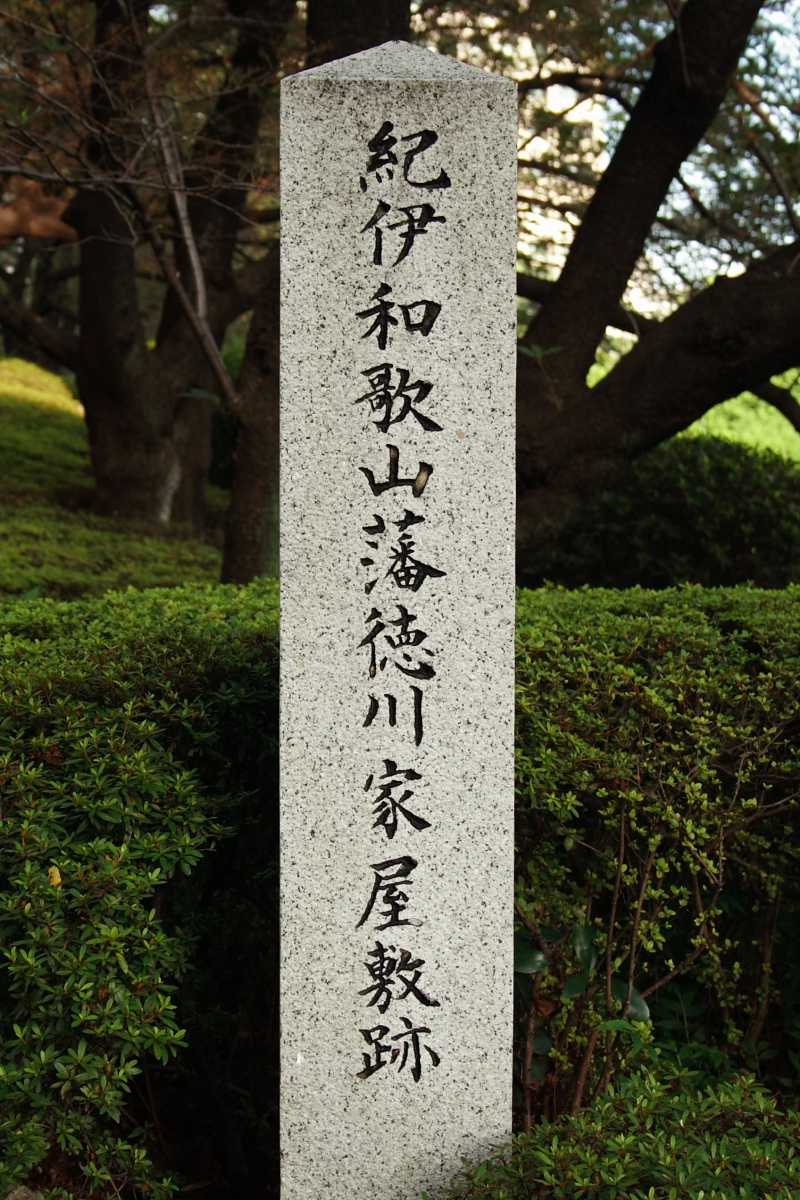
紀伊和歌山藩徳川家屋敷跡（東京都千代田区）の石碑

紀州藩（きしゅうはん）は、江戸時代に紀伊国一国と伊勢国の南部（現在の和歌山県と三重県南部）を治めた藩。紀伊藩（きいはん）とも呼ばれる。明治になって版籍奉還後に改められた新名称は和歌山藩（わかやまはん）。
藩庁は和歌山城（和歌山県和歌山市）。藩主は紀州徳川家。紀州家は徳川御三家の一つで、石高は55万5千石。紀伊一国37万石のほか、伊勢国内の17万9千石を統括するために松坂城に城代を置いた。その他、大和国に約1千石の所領があった（石高には御附家老の水野家新宮領と安藤家田辺領を含む）。

## 藩史
紀伊国は慶長5年（1600年）の関ヶ原の戦いの後、甲斐国主であった浅野幸長に与えられ、外様の浅野家の治める紀州藩が成立した。元和5年（1619年）の福島正則改易に伴い浅野家が安芸国・広島藩に移されると、それまで駿府藩主だった徳川家康の十男・徳川頼宣が浅野の旧領に南伊勢を加えた55万5千石で入部、紀伊徳川家の治める親藩の紀州藩が成立した。
頼宣は浪人を多く召抱え、慶安4年（1651年）の慶安の変ではその首謀者・由井正雪との関係を幕府に疑われたこともあった。これは将軍家に対する対抗心からともいわれるが詳細は不明。頼宣の孫である第3代藩主の綱教は第5代将軍・徳川綱吉の長女・鶴姫を娶ると、子のない綱吉の後継者に擬せられるようになったが早世した。その後紆余曲折を経て、享保元年（1716年）に綱教の弟で第5代藩主の吉宗が将軍家を相続して第8代将軍となると、200名を超える紀州藩士が吉宗に供奉して江戸に上り幕臣に組み込まれた。
吉宗を出した後に支藩から宗家を相続した第6代藩主の宗直は、石高の57%を損失した享保飢饉による財政難を2万両の公金拝借で切り抜けたが、以後はこの財政赤字を公金で繕うやりくりが踏襲された。和歌山藩は将軍家に近いことから財政的に幕府への依存を深め、これが一方で幕府財政を圧迫する要因となった。
第11代藩主の斉順は天明年間の拝借金が棄損となり、幕府の大坂蔵詰米より新たに2万俵を借用した。拝借金残金は4万5千両に達していた。
第13代藩主の慶福は第11代将軍・徳川家斉の孫で、安政5年（1858年）に子のない第13代将軍・家定の後将軍家を相続して第14代将軍家茂となった。第8代将軍吉宗以後の歴代の将軍はいずれも紀州藩およびその連枝である一橋徳川家に連なる者で占められることになった。
明治期には廃藩置県により和歌山県になるが、紀伊国の東部と伊勢国の紀州藩領は三重県に編入された。

## 歴代藩主

### 浅野家
外様 - 37万6千石→安芸広島藩42万石
| 代 | 藩主                   | 院号   | 官位            | 在任                               | 享年 | 出自   |
| -- | ---------------------- | ------ | --------------- | ---------------------------------- | ---- | ------ |
| 1  | あさの よしなが 幸長   | 清光院 | 従四位下 紀伊守 | 慶長5年 - 慶長18年 1600年 - 1613年 | 38   | 浅野家 |
| 2  | あさの ながあきら 長晟 | 自得院 | 従四位下 但馬守 | 慶長18年 - 元和5年 1613年 - 1619年 | 48   | 浅野家 |

### 徳川家（紀伊徳川家）
親藩 - 55万5千石
| 代 | 藩主                   | 院号            | 官位                   | 在任                               | 享年 | 出自       |
| -- | ---------------------- | --------------- | ---------------------- | ---------------------------------- | ---- | ---------- |
| 1  | とくがわ よりのぶ 頼宣 | 南龍大神 南龍院 | 従二位行権大納言       | 元和5年 - 寛文7年 1619年 - 1667年  | 70   | 徳川家     |
| 2  | とくがわ みつさだ 光貞 | 清渓院          | 従二位行権大納言       | 寛文7年 - 元禄11年 1667年 - 1698年 | 80   | 紀伊徳川家 |
| 3  | とくがわ つなのり 綱教 | 高林院          | 権中納言従三位         | 元禄11年 - 宝永2年 1698年 - 1705年 | 41   | 紀伊徳川家 |
| 4  | とくがわ よりもと 頼職 | 深覚院          | 従四位下行左近衛権少将 | 宝永2年（6月 - 9月） 1705年        | 26   | 紀伊徳川家 |
| 5  | とくがわ よしむね 吉宗 | 有徳院          | 権中納言従三位         | 宝永2年 - 正徳6年 1705年 - 1716年  | 68   | 紀伊徳川家 |
| 6  | とくがわ むねなお 宗直 | 大慧院          | 従二位行権大納言       | 正徳6年 - 宝暦7年 1716年 - 1757年  | 76   | 西条松平家 |
| 7  | とくがわ むねのぶ 宗将 | 菩提心院        | 権中納言従三位         | 宝暦7年 - 明和2年 1757年 - 1765年  | 46   | 宗直流     |
| 8  | とくがわ しげのり 重倫 | 観自在院        | 権中納言従三位         | 明和2年 - 安永4年 1765年 - 1775年  | 84   | 宗直流     |
| 9  | とくがわ はるさだ 治貞 | 香嚴院          | 権中納言従三位         | 安永4年 - 天明9年 1775年 - 1789年  | 62   | 西条松平家 |
| 10 | とくがわ はるとみ 治宝 | 舜恭院          | 従一位行大納言         | 天明9年 - 文政7年 1789年 - 1824年  | 83   | 宗直流     |
| 11 | とくがわ なりゆき 斉順 | 顕龍院          | 正二位行権大納言       | 文政7年 - 弘化3年 1824年 - 1846年  | 46   | 清水徳川家 |
| 12 | とくがわ なりかつ 斉彊 | 憲章院          | 従二位行大納言         | 弘化3年 - 嘉永2年 1846年 - 1849年  | 30   | 清水徳川家 |
| 13 | とくがわ よしとみ 慶福 | 昭徳院          | 正二位行権大納言       | 嘉永2年 - 安政5年 1849年 - 1858年  | 21   | 斉順流     |
| 14 | とくがわ もちつぐ 茂承 | 慈承院          | 正三位行権中納言       | 安政5年 - 明治2年 1858年 - 1869年  | 63   | 西条松平家 |

## 支藩
- 伊予西条藩3万石（愛媛県西条市）

## 家老
附家老
- 安藤家 - （紀伊田辺城主3万8千石）幕末に紀伊田辺藩として独立、維新後男爵
- 水野家 - （紀伊新宮城主3万5千石）幕末に紀伊新宮藩として独立、維新後男爵
- 三浦家 - （紀伊貴志領1万5千石）維新後男爵

三浦為春－為時－為隆＝為恭＝為脩－為積－為章－為質＝三七－英太郎－修－孝昭
- 久野家 - （伊勢田丸城代1万石）

久野宗成－宗晴－宗俊－俊正－俊純－輝純－昌純－純固
家老連綿
- 水野太郎作家 - （7千石、正知の代に1万石格）安藤、水野、三浦、久野に水野太郎作家を加えて五家と称する。

水野正重－義重＝重増＝忠知＝知義－正実=正珍－正純＝正清＝正知＝正義
- 渡辺主水家 - （3千石 恭綱は松平頼純の庶長子）

渡辺恭綱－豊綱＝則綱＝親綱－載綱＝登綱－沿綱－為綱
- 村上与兵衛家 - （3千5百石）村上通清が初代。
- 伊達源左衛門家 - （3千石）今川家家臣伊達景信の孫正勝が初代。
- 戸田金左衛門家 - （3千2百石）三河大津城主戸田清光の嫡男清堅が初代。
- 加納平次右衛門家 - （4千石）加納直恒が初代。
- 水野多門家 - （3千石）水野重孟が初代。
- 朝比奈惣左衛門家 - （3千石）朝比奈泰能の三男泰倫が初代。
- 岡野平太夫家 - （4千石）板部岡江雪斎の孫岡野英明は徳川頼宣に仕えたが、将軍家の旗本に召出され、代わりに四男房明が頼宣に仕えた。

## 支城
- 松坂城 - 松坂城代預かり（三重県松阪市）
- 田丸城 - 城代久野家預かり（三重県度会郡玉城町）

## 別邸など
- 江戸藩邸は上屋敷が紀尾井町に（現・清水谷公園など）、中屋敷が赤坂に（現・赤坂御用地）にあった。中屋敷は東京奠都後に一時的に明治天皇の御所として使用された。
- 巖出御殿の臨春閣は、慶安2年（1649年）の建築だが、現在は神奈川県横浜市の三渓園にある。
- 西浜御殿は、文政4年（1821年）に建てられたもので国の名勝に指定されている。
- 田母沢御用邸（栃木県日光市）は、紀州藩江戸上屋敷の一部を移築し、それを核に明治、大正時代に建て増した建物である。
- 和歌山城二の丸御殿は残された表向の白書院・黒書院・遠侍が明治18年（1885年）7月大阪城本丸に移築され、陸軍第4師団司令部となり紀州御殿と称された。昭和6年（1931年）以降は大阪市の迎賓館となったが、進駐軍接収中の昭和22年（1947年）9月12日失火により焼失した。
- 和歌山城本丸御殿は明治6年（1873年）以降に取り壊されたが、御台所のみが和歌山市の光恩寺に庫裡として移築された。

## 幕末の領地
- 紀伊国
  - 海部郡 - 59村
  - 名草郡のうち - 147村
  - 那賀郡のうち - 170村
  - 伊都郡のうち - 87村
  - 有田郡のうち - 134村
  - 日高郡のうち - 115村
  - 牟婁郡のうち - 272村（うち60村を度会県に編入）
- 伊勢国
  - 飯高郡 - 115村
  - 三重郡のうち - 1村　
  - 河曲郡のうち - 35村
  - 一志郡のうち - 58村
  - 多気郡のうち - 97村
  - 度会郡のうち - 147村
- 近江国
  - 坂田郡のうち - 2村（大津県に編入）

明治維新後に、大和国吉野郡1村（五條代官所管轄の旧幕府領）、北見国紋別郡が加わったほか、一志郡1村（津藩領との相給）、飯野郡1村（津藩領との相給）、度会郡1村（幕府領との相給）の全域を本藩領とした。